# Sogni ad occhi aperti (film 1922)
Sogni ad occhi aperti è una comica muta di cui Buster Keaton è protagonista, regista (con Cline) e sceneggiatore (con Cline)

## Trama
Un giovane fa un patto col padre della ragazza che ama: se il primo non lavorerà sodo o non riuscirà in questo, il secondo gli presterà la pistola per uccidersi. Allora il giovane inizia a lavorare e scrive alla donna i lavori che fa: capo di ospedale, affarista, attore di professione. In realtà egli non è niente di tutto ciò: è solo lavoratore in una clinica di animali, spazzino e attoruncolo incapace. Delle situazioni lo indurranno ad essere in seguito da una grande moltitudine di poliziotti. L'inseguimento lo farà tornare dall'amata distrutto. Inoltre bisogna rispettare il patto col padre, cioè deve suicidarsi, ma sbaglia mira e viene cacciato dalla finestra.